# Rezzoaglio
Rezzoaglio là một đô thị ở tỉnh Genova thuộc vùng Liguria. Tại thời điểm ngày 31 tháng 12 năm 2004, đô thị này có dân số 1.179 người và diện tích là 104.9 km².
Rezzoaglio giáp các đô thị sau: Borzonasca, Favale di Malvaro, Ferriere, Fontanigorda, Lorsica, Montebruno, Orero, Ottone, Rovegno, San Colombano Certénoli, Santo Stefano d'Aveto.

## Địa lý
Rezzoaglio is nằm ở vị trí cách khoảng 40 km về phía đông bắc của Genova in the Aveto Valley near the Aveto torrent.
Đô thị Rezzoaglio có các frazioni (đơn vị cấp dưới, chủ yếu là thôn làng) Alpepiana, Brignole, Brugnoni, Cabanne, Ca' degli Alessandri, Calcinara, Calzagatta, Cardenosa, Casaleggio, Cascine, Cerisola, Villa Cerro, Chiappetta, Codorso, Cognoli, Costafigara, Costigliolo, Ertola, Esola, Farfanosa, Garba, Ghierto, Gragnolosa, Groparolo, Isola, Isolarotonda, Isoletta, Lovari, Magnasco, Mandriole, Mileto, Moglia, Molini, Monte, Noci, Parazzuolo, Pianazze, Piandifontana, Piandomestico, Villa Piano, Prato della Casa, Priosa, Rezzoaglio Inferiore, Villa Rocca, Roncopiano, Villa Salto, Sbarbari, Scabbiamara, Segaglia, Tecchia, Ventarola, Vicomezzano, Vicosoprano, Villa Cella, Villa Noce, và Lago delle Lame.
Rezzoaglio thuộc một phần của Công viên tự nhiên vùng Aveto.